# Dr Gray’s Hospital

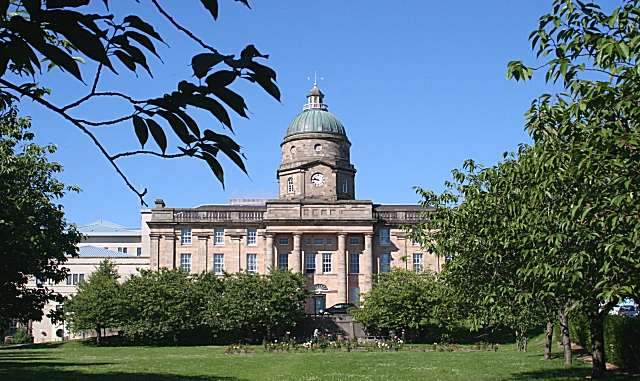
Dr Gray’s Hospital

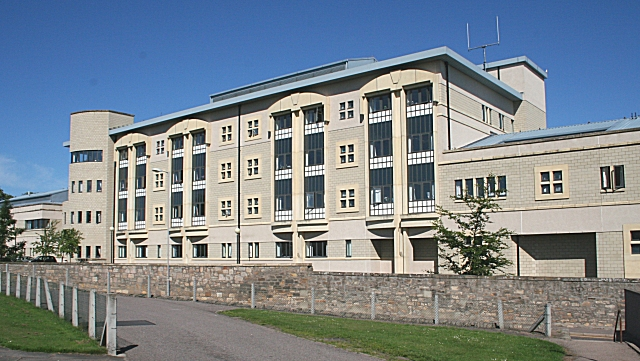
Moderner Anbau

Dr Gray’s Hospital ist ein Krankenhaus in der schottischen Kleinstadt Elgin in der Council Area Moray. 1981 wurde das Bauwerk in die schottischen Denkmallisten in der höchsten Denkmalkategorie A aufgenommen.

## Geschichte
Der Chirurg Alexander Gray verstarb im Juli 1807. Als Arzt bei der Ostindien-Kompanie hatte er ein beträchtliches Vermögen angehäuft. In einem innerfamiliär umstrittenen Testament stellte Gray 20.000 £ zum Bau eines Krankenhauses für verarmte Personen der Lokalbevölkerung zur Verfügung. Nachdem sämtliche gerichtlichen Anfechtungen des Testaments im Jahre 1814 abgeschmettert waren, wurde auf Empfehlung des Earls of Moray der schottische Architekt James Gillespie Graham mit der Planung des Krankenhauses betraut. Die Grundsteinlegung im Juni 1815 wurde angeblich durch die Vermeldung Wellingtons Sieg in der Schlacht bei Waterloo unterbrochen.
Am 1. Januar 1819 wurde Dr Gray’s Hospital eröffnet. Die 30 Betten standen zunächst jenen Bürgern Morays offen, die eine Bedürftigkeitsbestätigung ihres lokalen Geistlichen vorweisen konnten. Das heute vom NHS verwaltete Krankenhaus wurde im Laufe der 1990er Jahre modernisiert. Im ersten Bauabschnitt, der im Mai 1995 abgeschlossen wurde, wurden neue chirurgische, orthopädische, gynäkologische und pädiatrische Stationen sowie eine Geburtshilfestation eingerichtet. Der zweite Bauabschnitt wurde im Januar 1997 fertiggestellt. Er umfasste eine psychiatrische Station, die Unfall- und Notaufnahme sowie eine Abteilung für bildgebende Untersuchungen. Die ursprünglichen Gebäude wurden in einer dritten, ebenfalls 1997 abgeschlossenen Bauphase modernisiert. Das Gesamtvolumen belief sich auf 22 Mio. £. 2012 wurden für eine erneute Erweiterung Mittel in Höhe von 3 Mio £ zur Verfügung gestellt. Weitere 1,7 Mio £ wurden 2020 bereitgestellt.

## Beschreibung
Dr Gray’s Hospital steht abseits der A96 westlich des Zentrums von Elgin. Sein historisches Hauptgebäude ist klassizistisch ausgestaltet. Die nordostexponierte Hauptfassade des dreigeschossigen Gebäudes ist neun Achsen weit und durch kolossale Pilaster vertikal gegliedert. Das Mauerwerk besteht aus Steinquadern, die zu einem Schichtenmauerwerk verbaut wurden. Zentral tritt ein tetrastyler dorischer Portikus mit wuchtigem Gebälk heraus. Das zentrale Hauptportal mit segmentbogigem Kämpferfenster ist über eine kurze Vortreppe zugänglich. Es sind zwölfteilige Sprossenfenster eingelassen. Die Fassade schließt mit einem Kranzgesimse mit aufsitzender Steinbalustrade. Auf der Zentralachse ragt ein oktogonaler Turm mit vier Turmuhren auf. Der aufsitzende Zylinder ist mit blinden Okuli ausgeführt und schließt mit einer kupfernen Kuppel.